# 敦煌乐谱

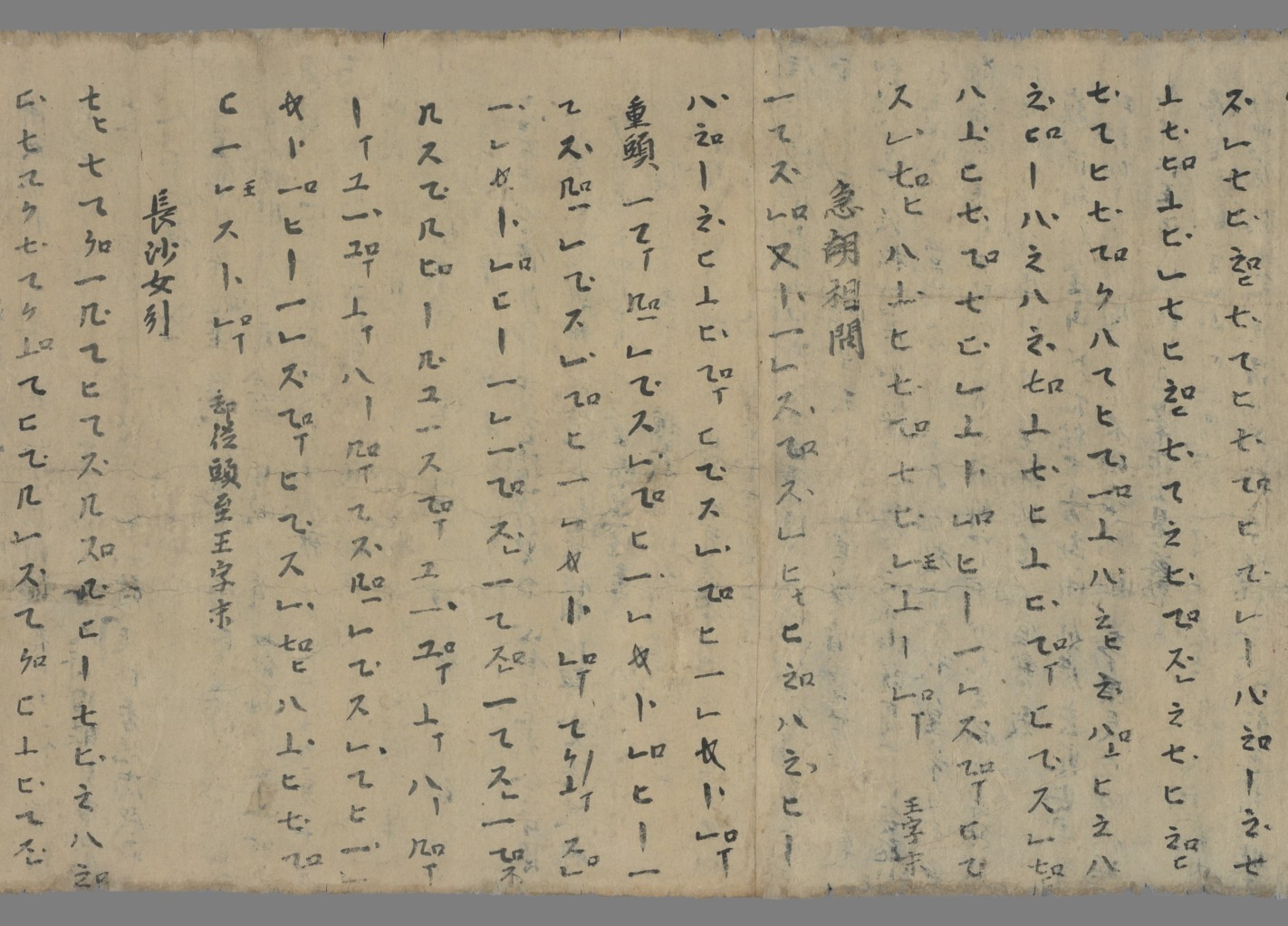
P.3808乐谱局部

敦煌乐谱符号

《敦煌乐谱》，又称《敦煌曲谱》或《敦煌琵琶谱》，是于敦煌莫高窟藏经洞发现的一组琵琶乐谱，属于工尺谱的一种，抄写日期为晚唐至五代。记谱法使用的音乐符号有23个，类似汉字部首、注音符号或日语片假名，成为今人无法识别的“天书”。
1908年，法国人伯希和从藏经洞带走的经卷中有其中三卷：《长兴四年中兴殿应圣节讲经文》（P.3808）、《尔雅》（P.3719）和《佛本行集经尤波离品次》（P.3539），比较特别的是这三卷经卷的背面都写有乐谱，现均收藏在法国国家图书馆。

## 收录曲谱
P.3808中收录的曲谱有25首，其中有一些曲名相同，但内容不同：
1. 《品弄》
2. 《品弄》[註 1]
3. 《倾盃乐》
4. 《又慢曲子》
5. 《又曲子》
6. 《急曲子》
7. 《又曲子》
8. 《又慢曲子》
9. 《急曲子》
10. 《又慢曲子》
11. （无标题）[註 2]
12. 《倾盃乐》
13. 《又慢曲子·西江月》
14. 《又慢曲子》
15. 《慢曲子·心事子》
16. 《又慢曲子·伊州》
17. 《又急曲子》
18. 《水鼓子》
19. 《急胡相问》
20. 《长沙女引》
21. （无标题）[註 3]
22. 《撒金砂》
23. 《营富》
24. 《伊州》
25. 《水鼓子》

P.3719只书写一小段《浣溪沙》曲谱，曲名下方旁注有“慢二急三慢三急三”。
P.3539背面第一行是《金刚经》的第一句话：“如是我闻，一时佛在舍卫国祇树给孤独”（“园”字没写上去），第二行书“勅归义军节度使牒”练习稿，再之后是只写了20个音符的乐谱。

## 破解
最早研究敦煌乐谱的破解是日本的学者林谦三，后来任二北、饶宗颐等人也尝试过破解，但均未达成共识。它和唐俗乐二十八调的破译，曾被认为是中国古乐研究领域的两个“哥德巴赫猜想”式的问题。
1982年陈应时发表《解读敦煌乐谱的第一把钥匙》，首创了“掣拍说”理论，对乐谱的定弦、节奏、同名曲重合等问题作出合理的解译。
1992年10月10日，原甘肃敦煌艺术剧院院长席臻贯成功破译了敦煌乐谱上的音乐符号，收录破解后曲谱的《敦煌古乐》图书和磁带由敦煌文化出版社和甘肃音像出版社出版。

## Unicode
敦煌乐谱符号尚未在Unicode中收录，但已有相关编码方案提案，收录的编码范围为1D280-1D2DF，所属的区块名为“中国音乐符号”（Chinese Musical Symbols）。